# Iglesia de Santa María (Bareyo)

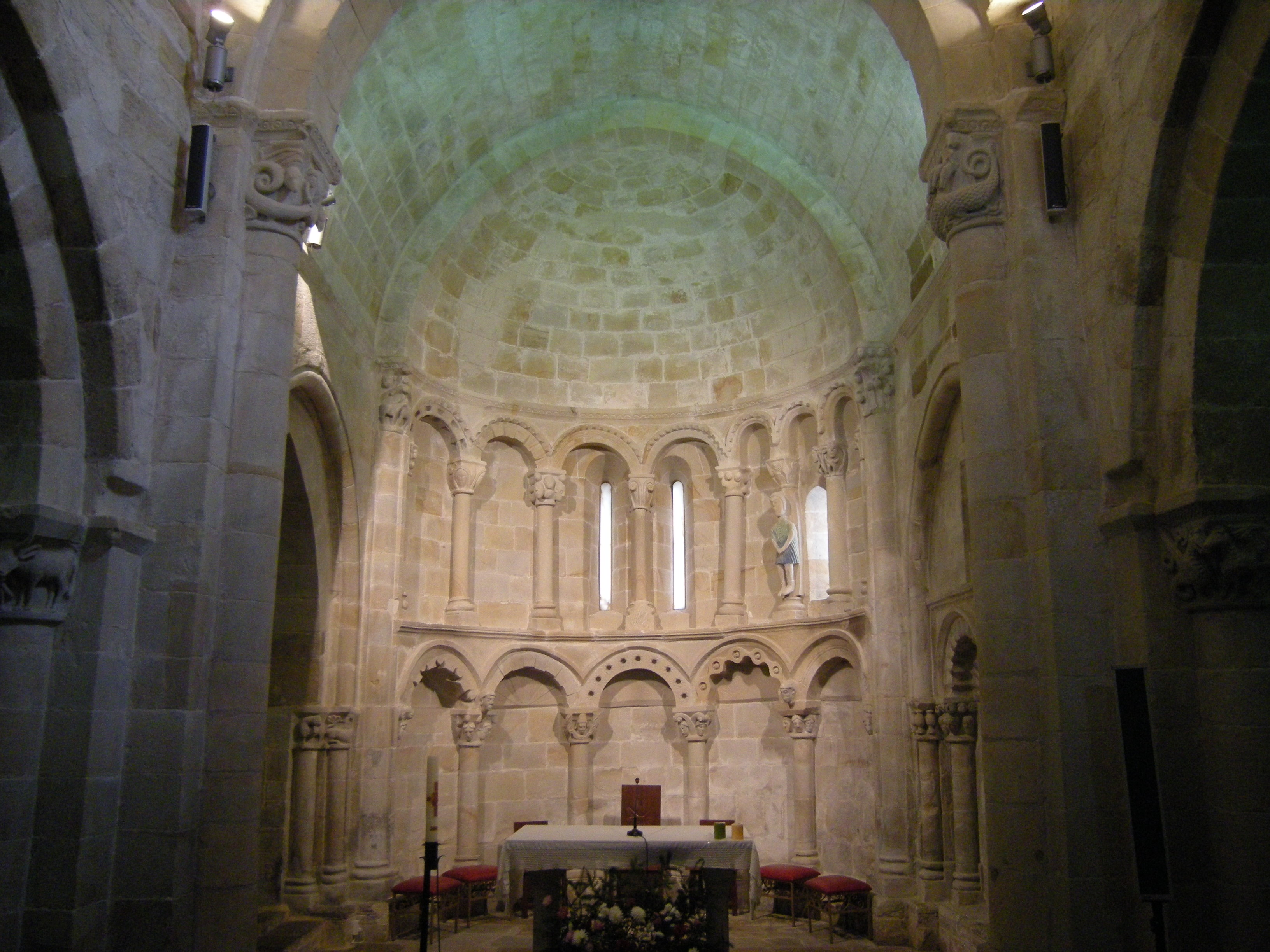
Interior del ábside

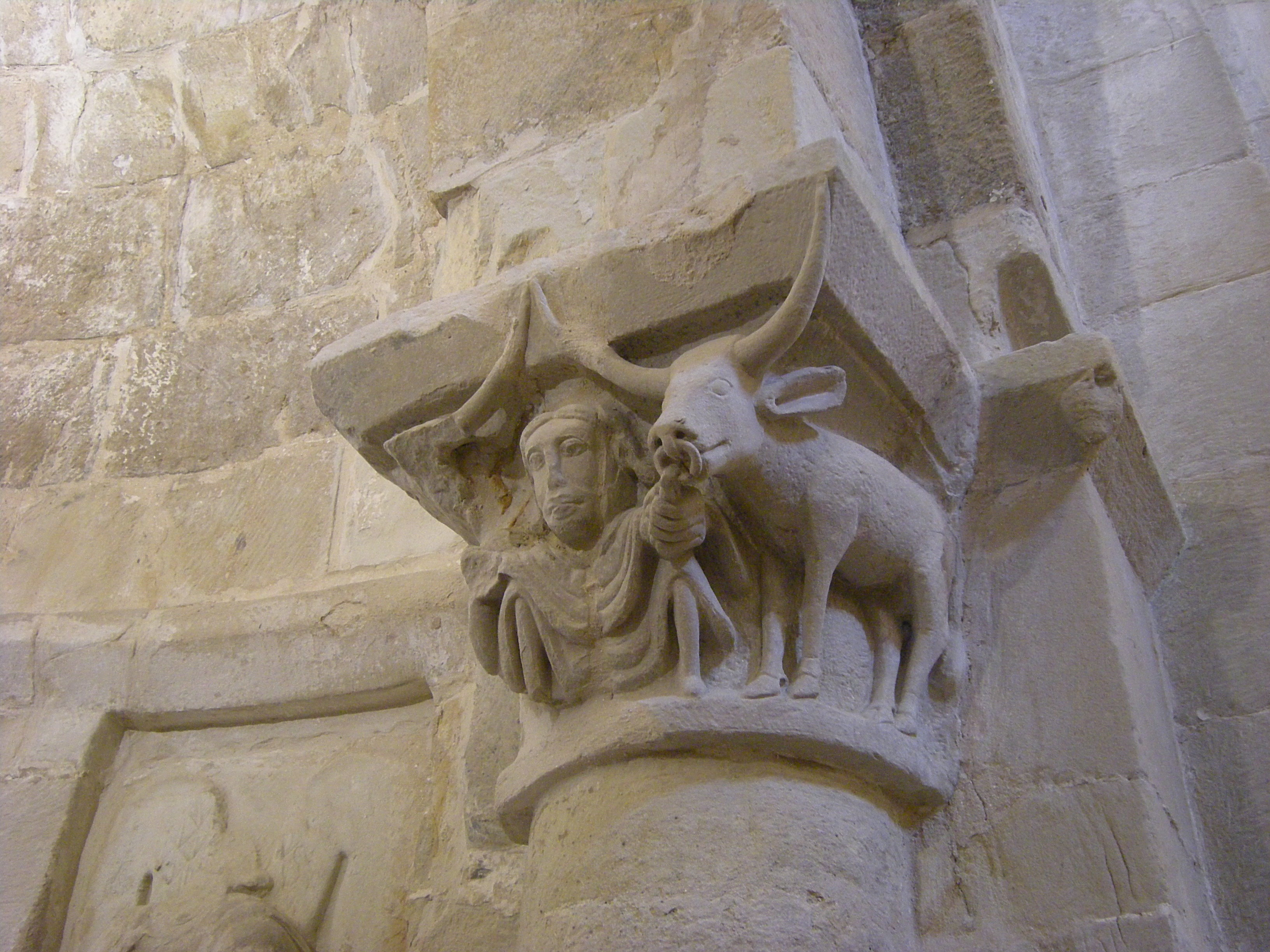
Detalle de uno de los capiteles

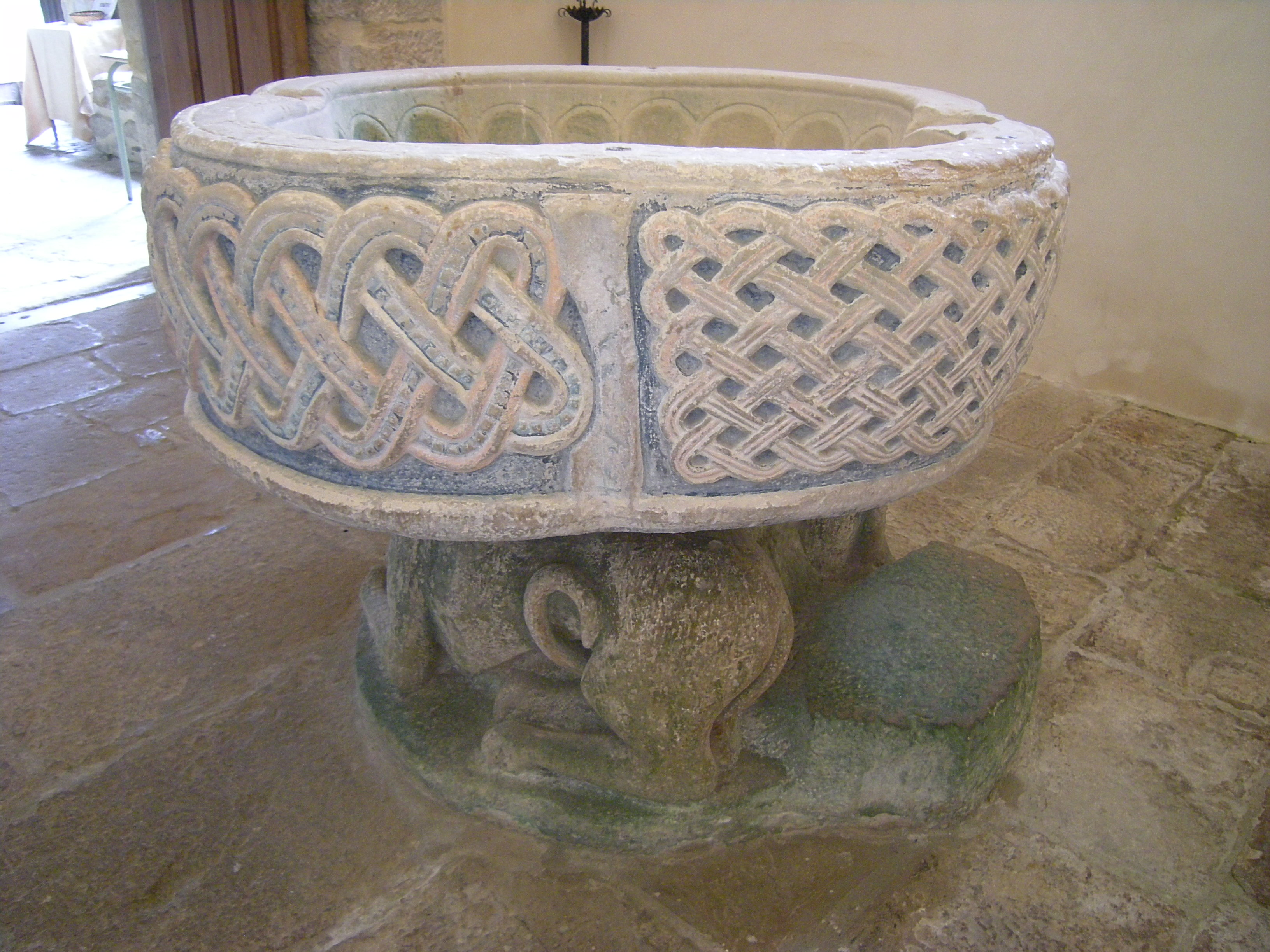
Pila bautismal

La iglesia de Santa María es una iglesia románica española localizada en el término municipal de Bareyo (Cantabria) que fue declarada bien de interés cultural en el año 1978. Se encuentra en un altozano con vistas a la costa de Trasmiera, en un desvío de la carretera entre Arnuero y Ajo, junto a una encina centenaria que alcanza más de 13 metros de altura.

## Datación
Se trata de una iglesia románica ya mencionada en el Cartulario de Santa María del Puerto de Santoña, lo que proporciona elementos para su datación. Se cree que es de finales del siglo XII. Posteriores son la cubierta de la nave y la puerta de entrada (siglo XVI) así como la torre (siglo XX).

## Descripción
De la época románica conserva el ábside, el presbiterio, el pseudo-crucero y la linterna. Su planta es original, pues a la sola nave con ábside semicircular se le añaden un falso crucero o pseudo-crucero cubierto por cúpula abovedada en forma de rincón de claustro; y, a los lados, aparecen "absidiolos", es decir, ábsides más pequeños que el principal. De esta manera, acaba teniendo en la cabecera, una estructura trebolada que, según Campuzano y Zamanillo, "habría que poner en relación con la arquitectura mozárabe".
Del exterior destaca el ábside semicircular. Está dividido en tres calles verticalmente por medio de columnas, y horizontalmente, mediante una imposta con una doble moldura cóncava cuyo perfil es un cuarto de círculo, llamada "caveto". En lo alto está rematado por una cornisa adornada por bolas y apoyada en canecillos de motivos diversos, tanto geométricos y vegetales como animales y humanos. En el cuerpo vertical central puede verse una ventana doble, dividida por una columna de tres fustes y un solo capitel; la cubre un guardapolvo con decoración de puntas de diamante. En la calle del sur, a la izquierda de la central, hay un arco de medio punto con otro arco de época barroca, con bolas herrerianas y una cruz. En la calle opuesta, del norte, la ventana es una sencilla aspillera.
En el interior de la iglesia se ha conservado mejor el estilo románico, destacando el ábside y el presbiterio. El ábside, al interior, está formado por dos cuerpos horizontales, cada uno de ellos recorrido por una arquería de medio punto: el inferior de cinco arcos ciegos y el superior de siete, de los que tres son peraltados. Los capiteles del ábside representan cabezas humanas, elementos vegetales y también historias bíblicas (como, por ejemplo, Adán y Eva). Hay un personaje masculino a modo de cariátide. Lo cubre una bóveda de horno apuntada.
Sólo en uno de los lados del presbiterio se conserva un gran arco ciego peraltado, con otros dos, también ciegos, dentro; el otro lado desapareció por la construcción posterior de una capilla. Está cubierto por bóveda de cañón apuntado. Elementos apuntados aparecen también en el arco triunfal y en la bóveda de la cúpula.
Por lo que se refiere a las capillas laterales o absidiolos, en ellos pueden verse capiteles y relieves, como el que se refiere al sacrificio de Isaac. Se relacionan con la escultura burgalesa de Santa María de Siones.
Finalmente, elemento destacado es la pila bautismal que se encuentra en el cuerpo bajo de la torre. Es de la misma época y estilo que la iglesia: finales del siglo XII, quizá principios del XIII. Se alza sobre dos leones que devoran a una persona y está rematada por un friso de entrelazos y palmas. Además, la iglesia alberga una imagen de la Virgen con Niño del siglo XV, ya en estilo gótico.